# كفر منشأة النصر
قرية كفر منشأة النصر هي إحدى القرى التابعة لمركز شربين في محافظة الدقهلية في جمهورية مصر العربية. حسب إحصاءات سنة 2006، بلغ إجمالي السكان في كفر منشأة النصر 9005 نسمة، منهم 4548 رجل و4457 امرأة.